# San Miguel el Alto, Maravatío
San Miguel el Alto är en ort i Mexiko.   Den ligger i kommunen Maravatío och delstaten Michoacán de Ocampo, i den sydöstra delen av landet, 130 km väster om huvudstaden Mexico City. San Miguel el Alto ligger 2 604 meter över havet och antalet invånare är 612.
Terrängen runt San Miguel el Alto är kuperad. Runt San Miguel el Alto är det ganska tätbefolkat, med 192 invånare per kvadratkilometer. Närmaste större samhälle är El Oro de Hidalgo, 14,2 km öster om San Miguel el Alto. I omgivningarna runt San Miguel el Alto växer huvudsakligen savannskog.